# Liriomyza demeijerei
Liriomyza demeijerei är en tvåvingeart som beskrevs av Erich Martin Hering 1930. Liriomyza demeijerei ingår i släktet Liriomyza och familjen minerarflugor.
Artens utbredningsområde är Tyskland. Arten är reproducerande i Sverige. Inga underarter finns listade i Catalogue of Life.

## Bildgalleri

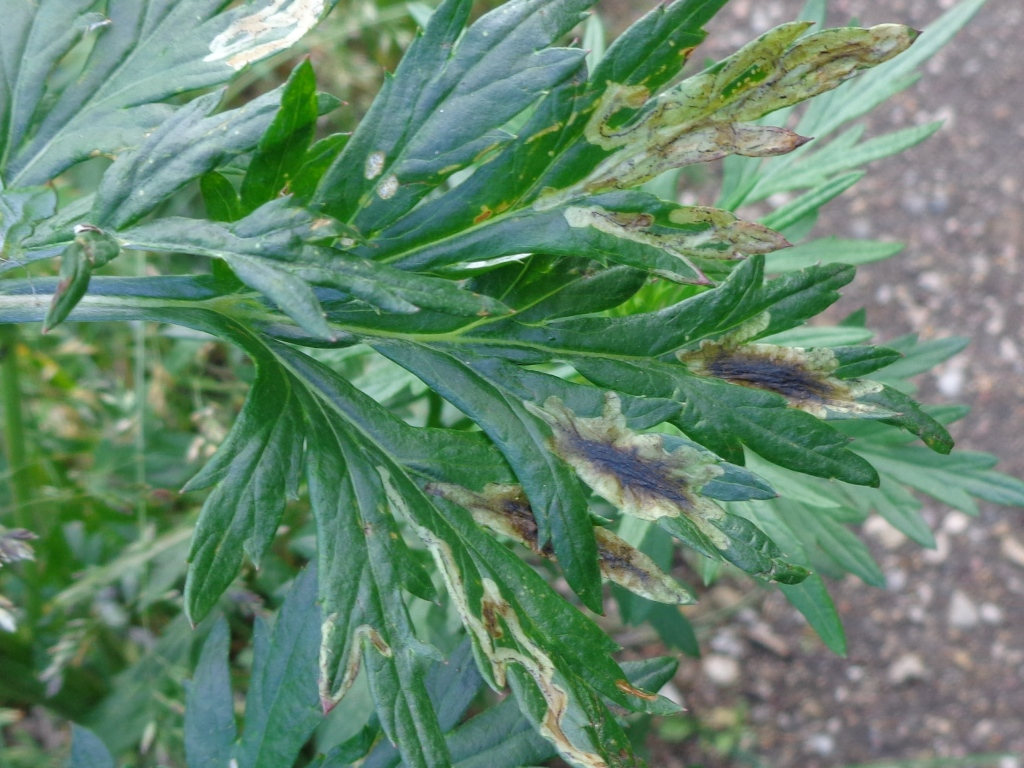